# 马丁·阿科斯塔-拉拉
马丁·阿科斯塔-拉拉·迪亚斯（西班牙語：Martín Acosta y Lara Díaz，1925年3月25日—2005年1月5日），乌拉圭男子篮球运动员，曾代表乌拉圭参加1948年夏季奥运会和1952年夏季奥运会男子篮球比赛，分别获得第五名和铜牌。